# Isola Odbert
L'isola Odbert (in inglese Odbert Island) è una piccola isola antartica facente parte dell'arcipelago Windmill.
Localizzata ad una latitudine di 66° 22' sud e ad una longitudine di 110°32' est, l'isola è stata mappata per la prima volta mediante ricognizione aerea durante l'operazione Highjump e l'operazione Windmill, negli anni 1947-1948. È stata intitolata dalla US-ACAN al tenente J.A. Odbert, aiuto meteorologo dell'operazione Windmill.

## Conservazione
L'isola fa parte dell'Area Specialmente Protetta dell'Antartide Ardery Island and Odbert Island, Budd Coast, Wilkes Land, East Antarctica (codice ASPA 103).